# Leon Wilkeson

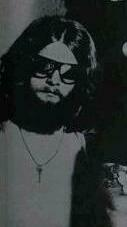

Leon Wilkeson (ur. 2 kwietnia 1952 w Newport, zm. 27 lipca 2001 w Ponte Vedra Beach, Floryda) – amerykański muzyk rockowy, basista southern-rockowego zespołu Lynyrd Skynyrd od 1971 roku.